# Christian Perrissin
Christian Perrissin (1 januari 1964) is een Frans scenarioschrijver van stripverhalen.

## Biografie
Christian Perrissin studeerde aan kunstacademie in Annecy en Parijs. Met de Zwitserse tekenaar Buche (Eric Buchschacher) begon hij in 1992 de serie Helene Cartier. Daarnaast werkte hij voor Bayard presse en aan de Franse televisieseries Tribunal en Docteur Sylvestre. Met tekenaar Daniel Redondo begon hij in 1996 aan De jonge jaren van Roodbaard, een spin-offserie van de Roodbaard-reeks. Voor de originele reeks schreef hij tussen 1999 en 2004 de scenario's voor de delen 32 t/m 35, met tekeningen van Marc Bourgne. Andere series waarvoor hij scenario's schrijft zijn El Niño, met de Kroatische tekenaar Boro Pavlovic, en Cap horn met de Italiaan Enea Riboldi.

### Helene Cartier
- 1992 - A la Poursuite du Prince Charmant
- 1993 - La Rivière du Grand Détour

### De jonge jaren van Roodbaard
- 1996 - De Broeders van de Kust (Les frères de la côte)
- 1997 - De leeuwenkuil (La fosse aux lions)
- 1998 - Het duel van de kapiteins (Le duel du capitaine)
- 1999 - Het eiland van de rode duivel (L'île du démon rouge)
- 2001 - De muiters van Port-Royal (Les mutinés de Port-Royal)

### Roodbaard
- 1999 - De schaduw van de duivel (L'ombre du démon)
- 2000 - Het pad van de Inca (Les chemins de l'Inca)
- 2001 - Het geheim van Elisa Davis - deel 1 (Le Secret d'Elisa Davis, t.1)
- 2004 - Het geheim van Elisa Davis - deel 2 (Le Secret d'Elisa Davis, t.2)

### El Niño
- 2002 - De dochter van de violist (La passagère du Capricorne)
- 2003 - Rio Guayas (Rio Guayas)
- 2004 - De archipel van de Badjos (L'Archipel des Badjos)
- 2005 - Les oubliées de Kra
- 2006 - Le Paria de Célèbes

### Cap Horn
- 2005 - La Baie Tournée vers l'Est

- Bibliothèque nationale de France: cb12244084f (data)
- International Standard Name Identifier: 0000 0000 6644 3892
- Library of Congress Control Number: no2011161989
- Nederlandse Thesaurus van Auteursnamen: 146391691
- Système universitaire de documentation: 031174671
- Virtual International Authority File: 2527414
- WorldCat: E39PBJh4wK8hpyRVwMBm6bvPwC